# Prehistoric Ice Man
Prehistoric Ice Man is de achttiende aflevering van seizoen 2 van South Park. De aflevering werd voor het eerst uitgezonden in de Verenigde Staten, op Comedy Central, op 20 januari 1999.

## Verhaal
Kyle valt in een grot. Stan gaat hem redden en vindt een ijsman. De twee maken ruzie over wie hem nu in feite gevonden heeft. Kyle en Stan praten niet meer met elkaar en besluiten dat Cartman hun beste vriend wordt. Deze heeft het echter te druk met het imiteren van zijn grote idool Steve Irwin. Dr. Mephisto ontdekt dat de ijsman sinds 1996 bevroren is. Omdat de ijsman de wereld van 1999 wellicht niet kan overleven, wordt hij in een 'habitat' opgesloten, een kamer die met attributen uit 1996 is uitgerust en met muziek van Ace of Base. Ondertussen heeft de overheid haar eigen plannen om de ijsman te gebruiken in hun plot tegen Zweden.
De ijsman wordt tentoongesteld waarna Kyle en Stan hem bevrijden. De ijsman probeert om terug bij zijn familie te komen, maar zijn vrouw is na zijn verdwijning hertrouwd en heeft kinderen. Uiteindelijk besluit hij naar Des Moines in Iowa te gaan omdat iedereen daar drie jaar achterloopt en hij zich er dus thuis zal voelen. Stan en Kyle weten de ijsman op de trein te zetten en vechten het tijdens het wachten uit. De overheid weet de trein te stoppen maar de ijsman steelt hun helikopter, bedankt de jongens, en ontsnapt alsnog. 
Kyle en Stan zien in hoe belachelijk hun ruzie was en dat Cartman een waardeloze beste vriend is, en leggen het weer bij. Cartman probeert Steve Irwin te imiteren door zijn duim in het achterst van een koe te stoppen en wordt vervolgens door het beest geplet.

## Kenny's dood
Voor de tentoonstelling van de prehistorische ijsman wordt Kenny geplet door de loopband. Stan zegt zijn deel van de gebruikelijke zin, Kyle is echter boos op Stan en antwoordt daarom niet.